# Дондра
5°55′0″ пн. ш. 80°35′0″ сх. д. / 5.91667° пн. ш. 80.58333° сх. д.
Дондра (там. தேவேந்திரமுனை, англ. Dondra Head) — мис на крайній південній частині острова Шрі-Ланка, в Індійському океані. Недалеко від мису розташоване маленьке містечко Дондра. Недалеко від острова розташовані маяк Галле і буддійський монастир. На мисі знаходиться відкритий у 1889 році маяк.